# Гуо Пей
Гуо Пей (кит.郭培; піньїнь: Guō Péi, нар. 12 березня 1967 року) — китайська модельєрка. У Китаї відома завдяки дизайну суконь для місцевих знаменитостей, а в Америці — за жовтою сукнею для співачки Ріанни на Met Ball 2015 року. Гуо — друга азійська дизайнерка, яку запросили стати членом об'єднання «Chambre Syndicale de la Haute Couture» після ліванського дизайнера Елі Сааба. У 2016 році «Time Magazine» додав її до списку із 100 найвпливовіших людей у світі.

## Дитинство і навчання
Гуо народилася в Пекіні в 1967 році. Батько — колишній керівник батальйону Народної армії, а мати — вихователька в дитячому садку. В інтерв'ю журналу «Форбс» Гуо говорить, що почала шити у віці 2 років, допомагаючи матері шити одяг на зиму. Таким чином вона розвинула свою любов до шиття одягу. Під час її дитинства була лише єдина правильна форма одягу — костюм Мао, і Гуо Пей кинула виклик цьому, створивши сукню вільного крою.
Гуо Пей закінчила Пекінську школу легкої промисловості за спеціальністю дизайнер одягу в 1986 році. Згодом вона влаштувалася на роботу до одного з перших приватних виробників одягу в Китаї. Гуо Пей покинула компанію в 1997 році, щоб створити власний бренд одягу.

## Кар'єра
На початку 2000-х популярність Гуо Пей почала зростати, вона отримала доручення на створення стилю для літніх Олімпійських ігор 2008 року, а також фестивалів, які проводились Центральним телебаченням Китаю (CCTV). Гуо  пошила сукню для Сунг Цзуїнг, яку вона одягла під час виступу на церемонії закриття літніх Олімпійських ігор 2008 року. Виготовлення сукні зайняло два тижні. Вона була оздоблена 200 000 кристалами Swarovski.
Колекція Гуо Пей «Тисяча і дві ночі» дебютувала в листопаді 2009 року під час тижня моди в Китаї. Американська модель Кармен Делль’ Орефіче вийшла на шоу у вишуканій білій вишитій сукні з хутряною підкладкою. Пізніше Делль'Орефіче порівняв Гуо з Чарльзом Джеймсом. Гуо була дизайнером костюмів для фільму 2014 року «Король мавп». Відділи візажу та костюмів фільму були номіновані на кінопремію Гонконгу наступного року, але програли Ману Ліму Чунгу в «Золотій ері».
У 2008 році Гуо створила жовту сукню довжиною до підлоги з круглим шлейфом, оздоблене хутром жовтого кольору і розшите срібними квітковими візерунками. Було витрачено близько 50 000 годин протягом двох років на те, щоб створити її. Після пошиття, сукня важила близько 25 кг. Співачка Ріанна натрапила на цю сукню в Інтернеті  у 2015 році. Згодом співачка з'явилася на червоній доріжці Met Ball в цій сукні. Фотографія дизайну сукні, яку вдягнула Ріанна, була розміщена на першій сторінці видання Met Gala Vogue. Після цього заходу Гуо стала більш впізнаваною серед аудиторії західних країн.
Роботи Гуо Пей були представлені на щорічній виставці в Музеї мистецтв Метрополітен у Нью-Йорку під назвою «Китай крізь окуляри» в галереї номер 208.  
Першою колекцією Гуо Пей, яку продемонстрували в рамках Тижня моди в Парижі, стала колекція весна-літо 2016. Дизайнерка була натхненна весняними квітами для жіночності та феніксом для миру та чистоти. Колекція мала традиційні китайські мотиви, такі як золоті візерунки, вишивка нитками по шовку, нагрудники та довгі шлейфи.
Зовсім нещодавно на виставці «Haute Couture» вважали, що Гуо Пей уособлює життя, завдяки використанню коріння та інших деталей лісу в дизайні власного одягу. Повторюваною є тема темно-синіх вишиванок, натякаючи на ідею світанку чи сутінків. Під час перегляду шоу Гуо можна побачити моделей, що носять блакитні відтінки майже у всіх дизайнах, будь то головна деталь одягу, чи дрібна деталь. Гуо Пей описала свою роботу як репрезентацію життєвої сили коренів і квітів, пояснивши: «Коріння — це джерело життя і життєвої сили … Без коріння немає життя. Цей світ є дуже таємничим місцем, але він тісно пов'язаний з нашими. Тому дерево стоїть на сцені, і ви побачите багато квітів». Одним із сполучних елементів у колекціях Гуо Пей є використання золота в її шоу. Вона вважає, що золото не лише втілює вершину знань та багатства, але, що воно є «кольором наших душ».
Гуо Пей розробила костюми персонажа Чан'є для фільму Netflix «Над місяцем» 2020 року.

## Особисте життя
Гуо одружена з Цао Бао Цзе, також відомий як Джек Цао, який має бізнес у сфері текстилю та є її партнером. Чоловік слідкує за діловою стороною бренду Гуо. Вона вдячна за те, що він познайомив її з європейськими тканинами та вишивками. Джек Цао надав їй можливість віднайти себе у світі моди.

## Студія троянд
«Студія троянд» (Rose Studio) — це назва виставкового залу Гуо Пей у Пекіні. Зовні залу можна сплутати зі звичайною будівлею, але всередині дзеркала з золотими обрамленнями та візерунками прикрашають стіни та стелю. Проекти Гуо Пей розміщені на виставках, як у музеях. На верхньому поверсі над замовленнями працюють десятки кравців, шевців, які клопітливо творять витвори мистецтва в гармонії між собою. У Гуо Пей працює п'ять сотень людей у трьох містах за межами столиці Китаю. Клієнти Гуо Пей, як правило, заможні і популярні. Більшість її  клієнтів стверджують, що їм до вподоби саме китайський стиль.